# Sawoff Shotgun
Die Resisters sind eine österreichische Band aus Graz (Steiermark), die von 2008 bis 2016 unter dem Namen Sawoff Shotgun aktiv war.

## Geschichte
Die Band wurde 2008 von den drei Schwestern Monica Reyes, Sonia Sawoff und Susana Sawoff unter dem Namen Sawoff Shotgun gegründet. Im Juli 2009 erschien ihr erstes Album Never Mind the Botox Here Comes the Sawoff Shotgun, im April 2011 folgte das zweite Album For Our Sanity. Ihr Lied Stereosexuality wurde für den Soundtrack des Films Die unabsichtliche Entführung der Frau Elfriede Ott verwendet.
2009 und 2012 war die Band für den FM4 Award nominiert, der im Rahmen des Amadeus Austrian Music Award verliehen wird.
Sawoff Shotgun spielten neben zahlreichen Konzerten in Österreich auch in Deutschland, Slowenien, Kroatien sowie in der Türkei und in Ägypten. 
2016 änderte die Band ihren Namen in Resisters und veröffentlichte das dritte, gleichnamige Album.

## Diskografie

### Als Sawoff Shotgun
Alben
- 2009: Never Mind the Botox Here Comes the Sawoff Shotgun (Sevenahalf Records)
- 2011: For Our Sanity (Sevenahalf Records)

EPs
- 2008: Sawoff Shotgun (Sevenahalf Records)
- 2010: Kids on Coke (Sevenahalf Records)
- 2013: Resisters[4]

Singles
- 2012: Silence and Laughter (Sevenahalf Records)
- 2013: Veto, Veto![5] (Sevenahalf Records)
- 2014: Plus One (Sevenahalf Records)

### Als Resisters
Alben
- 2016: Resisters (Sevenahalf Records)

Singles
- 2016: Boom lo Pisé (Sevenahalf Records)